# Китайская мечта
Китайская мечта (кит. трад. 中國夢, упр. 中国梦, пиньинь Zhōngguó mèng, палл. Чжунго мэн) — действующий социально-политический курс и лозунг Китайской Народной Республики. Впервые термин был озвучен в ноябре 2012 года председателем КНР Си Цзиньпином, который вложил в него смысл «Китайской мечты о великом возрождении китайской нации».
Идею «китайской мечты» озвучил председатель КНР, генеральный секретарь ЦК КПК Си Цзиньпин 29 ноября 2012 года во время посещения выставки «Путь к возрождению» в Национальном музее Китая (Пекин). Её суть заключается в возрождении китайской нации.
По словам Си Цзиньпина, Компартия Китая является локомотивом реализации «китайской мечты», а построение социализма с китайской спецификой — единственным путем к возрождению китайской нации. «Мы полны уверенности в том, что преимущества социалистического строя нашей страны будут все более очевидными, наш путь будет все шире и шире», — подчеркнул Си Цзиньпин.
29 ноября в КНР отмечают день Китайской мечты. Идея праздника принадлежит генеральному секретарю неправительственной организации «Международное общество исследования мечты» Чэнь Вэйсуну.
28 июня 2013 года проектная команда под руководством Чэнь Вэйсуна зарегистрировала логотип дня Китайской мечты в патентном бюро провинции Гуандун.